# Lừa Corsica
Lừa đảo Corsica, (tiếng Pháp: An corse, Corsican: U sumeru corsu), là một giống lừa nhà có nguồn gốc từ đảo Địa Trung Hải của Corse, một vùng lãnh thổ và tập hợp lãnh thổ của Pháp. Nó không được công nhận bởi Ministère de l'agriculture, de l'agroalimentaire et de la forêt, Bộ nông nghiệp Pháp, hoặc bởi Haras Nationaux, tổ chức giống quốc gia Pháp, cũng không được báo cáo cho DAD-IS cơ sở dữ liệu của FAO. Số lượng cá thể của giống lừa này đã giảm đáng báo động; hai hiệp hội đang tìm kiếm sự công nhận chính thức của nó như một giống lừa chính thức.

## Lịch sử
Trước khi cơ giới hoá vận tải và nông nghiệp vào những năm 1930, đã có hơn 20.000 con lừa ở Corse. Cho đến những năm 1960, số lượng lớn đã được bán với giá rẻ mạtđến các thị trường thịt của Ý và lục địa Pháp do không có truyền thống ăn thịt lừa ở Corsica, và sự xuất hiện gần đây của xúc xích lừa trong các cửa hàng có một hệ quả của nhu cầu du lịch.
Số hiện tại của lừa đảo Corse ước tính khoảng 1000; Tình trạng bảo tồn của nó được Quỹ SAVE liệt kê là "nguy cấp" trong năm 2008.:26–27 Hai hiệp hội, A Runcata ("bray") và Isul'âne, đã được thành lập để bảo vệ giống lừa này, và các bước đầu tiên hướng tới việc tìm kiếm sự công nhận chính thức cho giống được đưa vào năm 2010.